# Transformació de Galileu
Les transformacions de Galileu permeten relacionar les posicions i temps que mesuraran dos sistemes de referència inercials S1 i S2 que es mouen a una velocitat relativa v constant entre ells, sempre que aquesta velocitat sigui molt petita en comparació amb la velocitat de la llum c.
Les transformacions, en llenguatge matemàtic, s'escriuen com:
{\displaystyle {\begin{aligned}&x_{2}(t)=x_{1}(t)+v\cdot t_{1}\\&t_{2}=t_{1}\\\end{aligned}}}
on {\displaystyle x_{1}} i {\displaystyle t_{1}} són la posició i el temps mesurats en el sistema S1 i {\displaystyle x_{2}} i {\displaystyle t_{2}} la posició i el temps mesurats en el sistema S2.
Cal destacar que l'equació anterior és vàlida en el supòsit que {\displaystyle x_{2}(t_{0})=x_{1}(t_{0})}, és a dir, que en t=0, els dos sistemes de referència estaven al mateix punt {\displaystyle x_{1}(0)}.
Amb el descobriment de la relativitat especial aquestes transformacions han estat substituïdes per les transformacions de Lorentz, encara que són una perfecta aproximació d'aquestes quan v << c.